# Phrynocephalus luteoguttatus
Espèce
Statut de conservation UICN

 LC  : Préoccupation mineure
Phrynocephalus luteoguttatus est une espèce de sauriens de la famille des Agamidae.

## Répartition
Cette espèce se rencontre au Pakistan et en Afghanistan. Sa présence en Iran est incertaine.

## Publication originale
- Boulenger, 1887 : Catalogue of the Lizards in the British Museum (Nat. Hist.) III. Lacertidae, Gerrhosauridae, Scincidae, Anelytropsidae, Dibamidae, Chamaeleontidae. London, p. 1-575 (texte intégral).